# Moucherolle à dos noir
Fluvicola albiventer
Espèce
Synonymes
- Muscicapa albiventer

Statut de conservation UICN

 LC  : Préoccupation mineure
Statut de conservation UICN

 LC  : Préoccupation mineure
Le Moucherolle à dos noir (Fluvicola albiventer), également appelé Moucherolle à ventre blanc, est une espèce de passereau placée dans la famille des Tyrannidae. Ce taxon est considéré comme conspécifique avec le Moucherolle pie (Fluvicola pica) par certains auteurs.

## Systématique
Il a été décrit en 1825 par Johann Baptist von Spix sous le nom scientifique de Muscicapa albiventer.

## Distribution
Son aire de distribution va du Brésil (Amazonie et Est du pays) à l'Est de la Bolivie, au Paraguay et au Nord de l'Argentine.